# Kanton La Montagne d’Alaric
La Montagne d’Alaric (tot eind 2015 Kanton Trèbes) is een kanton van het Franse departement Aude. Het kanton maakt deel uit van de arrondissementen Carcassonne (26) en Narbonne (3). In 2021 telde het 15.936 inwoners.

Het kanton werd gevormd ingevolge het decreet van 21 februari 2014 , met uitwerking op 22 maart 2015, met Trèbes als hoofdplaats.
De naam van het kanton werd gewijzigd op 1 januari 2016 bij toepassing van het decreet van 27 december 2015.

## Gemeenten
Het kanton omvatte 30 gemeenten bij zijn oprichting.
Op 1 januari 2019 werden de gemeenten Montlaur en Pradelles-en-Val samengevoegd tot de fusiegemeente (commune nouvelle) Val-de-Dagne.
Sindsdien omvat het kanton volgende 29 gemeenten:
- Arquettes-en-Val
- Badens
- Barbaira
- Berriac
- Blomac
- Bouilhonnac
- Capendu
- Caunettes-en-Val
- Comigne
- Douzens
- Fajac-en-Val
- Floure
- Fontiès-d'Aude
- Labastide-en-Val
- Marseillette
- Mayronnes
- Montirat
- Monze
- Moux
- Rieux-en-Val
- Roquecourbe-Minervois
- Saint-Couat-d'Aude
- Serviès-en-Val
- Taurize
- Trèbes
- Val-de-Dagne
- Villar-en-Val
- Villedubert
- Villetritouls